# Flamanville, Manche

Flamanville este o comună în departamentul Manche, Franța. În 1 ianuarie 2022 avea o populație de 1.682 de locuitori.